# パシフィックスポーツ
パシフィックスポーツは、かつて存在したダイエーグループの企業で株式会社。
主にダイエー店舗内でスポーツ用品の仕入れと販売を行っていた。
スポーツフィットネスクラブの「パシフィックスポーツ」との関係はない。

## 概要
マリンスポーツ用品や、スキーブーム期にはスキーセット・用品の販売を行うなど、スーパーのスポーツ用品売り場としては画期的な存在であった。
主にダイエー店舗内での営業だが、最盛期には渋谷公園通りに単独路面店を出店するなど、幅広い展開をしていた。

## 存在していた店舗
- 渋谷公園通り店
- 碑文谷店
- 藤沢店
- 向ヶ丘店
- 苫小牧店